# 真武堂
20°54′21″N 110°05′28″E / 20.90583°N 110.09111°E
真武堂位于中国广东省湛江市雷州市雷城街道南亭街，1983年被列为海康县文物保护单位，1991年被列为湛江市文物保护单位，2008年被列为广东省文物保护单位。
- 真武堂位于三岔路口
- 大门
- 大门内侧
- 观音阁（第二进）
- 正殿（第三进）
- 厢房内的古碑